# STEREO
STEREO (acronimo di "Solar TErrestrial RElations Observatory") è una missione scientifica finalizzata allo studio del Sole lanciata dalla NASA il 26 ottobre 2006. La missione constava di due sonde gemelle lanciate in orbite che consentivano di ottenere delle immagini stereoscopiche della nostra stella e dei suoi fenomeni, come le espulsioni di massa dalla corona.
Il contatto con STEREO-B è stato perso nel 2014 dopo che è entrato in una rotazione incontrollata impedendo ai suoi pannelli solari di generare energia sufficiente, mentre la sonda STEREO-A è ancora operativa a marzo 2023.

## Profilo della missione

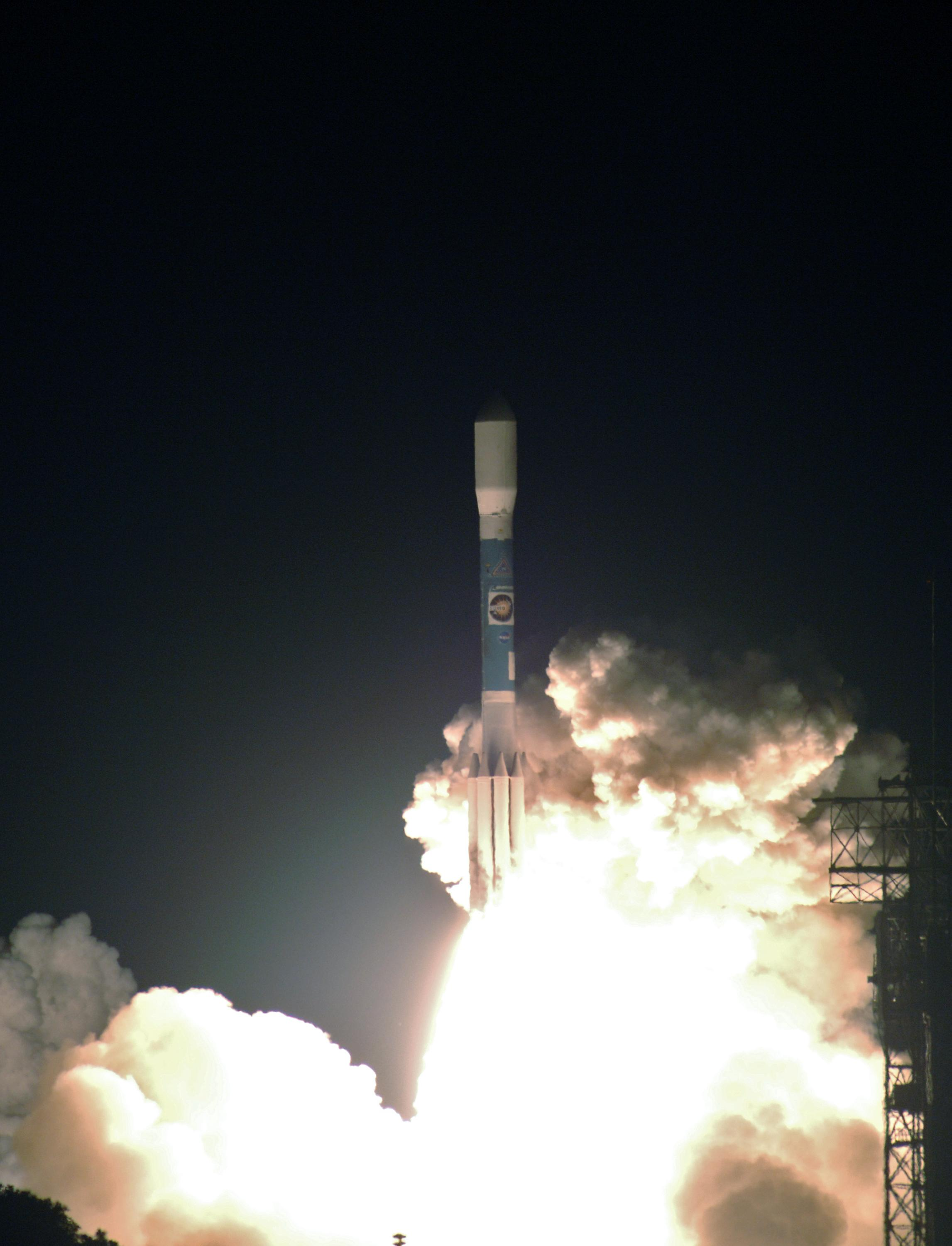
Il lancio della missione.

Le due sonde componenti la missione STEREO sono state lanciate alle ore 00:52 UTC del 26 ottobre 2006 su di un vettore Delta II 7925-10L dalla base di lancio 17B presso il Cape Canaveral Air Force Station in Florida; i due orbiter, dopo il lancio, hanno assunto un'orbita geocentrica altamente ellittica, il cui apogeo arrivava ad estendersi sino all'orbita della Luna. Il 13 dicembre 2006, durante la quinta orbita attorno al nostro pianeta, la coppia si allontanò dal nostro satellite a causa dell'effetto fionda gravitazionale.
Poiché le due sonde si trovavano in due orbite lievemente differenti, la sonda posta "davanti" (per semplicità, A) si trovò ad assumere un'orbita eliocentrica all'interno dell'orbita del nostro pianeta, mentre la navicella posta "dietro" (per semplicità, B) rimase temporaneamente ancora in orbita attorno alla Terra. La sonda B ebbe durante la stessa rivoluzione un nuovo incontro ravvicinato con la Luna, il 21 gennaio 2007, che pose la sonda in un'orbita eliocentrica esterna all'orbita terrestre, in posizione opposta a quella della sonda gemella. La sonda A impiega 347 giorni per completare un'orbita attorno alla stella, mentre B impiega 387 giorni; l'angolo tra la sonda A, il Sole e la Terra aumenta di 21,650° ogni anno, mentre l'angolo tra la sonda B, la stella e il nostro pianeta diminuisce di 21,999° ogni anno.

### Il paradosso stereoscopico

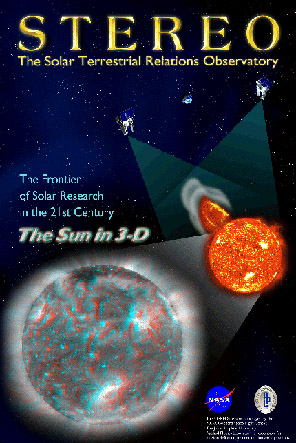
Schema del funzionamento dell'effetto stereoscopico

Poiché la sonda A viaggia ad una velocità superiore a quella di B, esse si stanno allontanando l'una dall'altra, tenendo conto anche del fatto che A orbita più vicina al sole rispetto a B. Di conseguenza risulterà entro breve tempo impossibile per l'occhio umano riuscire a fondere le immagini stereoscopiche, il che è un paradosso della missione. Al termine del mese di marzo 2007 la parallasse stereoscopica era di 1/50, ma già a giugno dello stesso anno era scesa a 1/25. La parallasse stereoscopica "ideale" equivale a 1/30, mentre già al di sotto di 1/10 la fusione delle immagini risulta difficoltosa anche per gli esperti. Poiché le immagini provenienti dalla sonda A sono più grandi rispetto a quelle ottenute dalla sonda B (che si trova più lontana dal Sole rispetto alla gemella), è necessario correggere tale ingrandimento prima di poter fondere stereoscopicamente le immagini ottenute dalle due sonde. Anche se la visione tridimensionale della stella è divenuta sempre più difficile, la missione continua a rivelarsi estremamente utile per via della mole di dati fisici che giunge sulla stella.

## Strumentazione scientifica

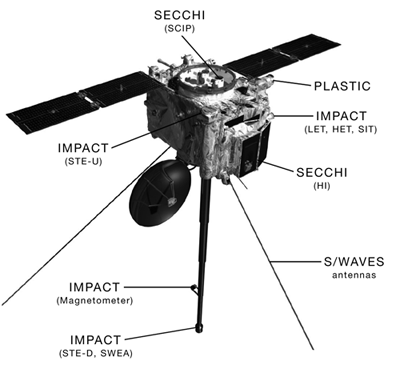
La strumentazione scientifica a bordo delle due sonde.

Ciascuna delle due sonde gemelle possiede una serie di strumentazioni scientifiche costituite da camere, rivelatori di particelle ed antenne radio suddivise in quattro pacchetti strumentali:
- Sun Earth Connection Coronal and Heliospheric Investigation (SECCHI), costituito da cinque camere: una nell'ultravioletto lontano e due coronografi in luce bianca (noti collettivamente come Sun Centered Instrument Package o SCIP), creati per rappresentare il disco solare e la corona, più due camere ideate per lo studio dell'eliosfera (dette HI), che riprendono lo spazio che intercorre tra la Terra e il Sole. L'obiettivo del SECCHI è quello di studiare l'evoluzione tridimensionale delle espulsioni di massa dalla corona durante il loro moto dalla superficie del sole attraverso la corona ed il mezzo interplanetario sino al loro impatto con la magnetosfera terrestre.[3][4]
- In-situ Measurements of Particles and CME Transients (IMPACT), con l'obiettivo di studiare le particelle energetiche solari, la distribuzione tridimensionale degli elettroni del vento solare e del campo magnetico interplanetario.[3][5]
- PLAsma and SupraThermal Ion Composition (PLASTIC), con lo scopo di studiare le caratteristiche del plasma interplanetario, dei protoni, delle particelle α e degli ioni pesanti.[3]
- STEREO/WAVES (SWAVES), che studia le interferenze radio che viaggiano tra il Sole e l'orbita terrestre.[3]